# NGC 113
NGC 113 este o galaxie lenticulară situată în constelația Balena. A fost descoperită în 27 august 1876 de către astronomul german Ernst Wilhelm Leberecht Tempel. Se află la aproximativ 210.000.000 de ani-lumină de Pământ și are un diametru de aproximativ 81.000 de ani-lumină.